# Landgraafschap Brabant
Het landgraafschap Brabant zou van 1085 tot 1183 een Duits rijksleen zijn geweest dat zich ruwweg tussen de Dender en de Zenne, ten westen van Brussel situeerde. Het kwam vermoedelijk voort uit een deelgraafschap van de Brabantgouw, net zoals het markgraafschap Ename (tussen Schelde en Dender), de noordelijke helft van het graafschap Henegouwen en het graafschap Brussel (tussen Zenne en Dijle). Het reële bestaan een graafschap Brabant met paltsgrafelijke voorgeschiedenis is gefundeerd op een vermelding in de annalen van Maria-Laach , waarin paltsgraaf Herman II van Lotharingen wordt herinnerd als Comes Brabantinus als vorige echtgenoot van de stichteres  van de abdij, Adelheid van Orlamunde. De overeenstemmende titel komt in een aantal oorkonden voor, te dateren tussen 1086-1170.
Na de dood van paltsgraaf Herman II van Lotharingen (Dalhem, 20 september 1085) kreeg graaf Hendrik III van Leuven (die toen ook al graaf van Leuven en Brussel was) het landgraafschap Brabant in leen van keizer Hendrik IV van het Heilige Roomse Rijk. Dit betekende dat hij rechtstreeks leenman van de Duitse keizer werd en het betrokken graafschap ontheven werd van het gezag van de hertog van Neder-Lotharingen.
In 1183 werd dit landgraafschap verheven tot hertogdom. Reeds in de 12e eeuw werd de naam van dit hertogdom geassimileerd door alle gebieden onder de graven van Leuven. Dit leidt tot de vorming van het overkoepelende hertogdom Brabant dat zou groeien tot een van de machtigste gewesten in de Nederlanden.

## Voetnoten
1. ↑   https://la.wikisource.org/wiki/Annales_Lacenses
2. ↑   Sensatiezuchtig over de echtheid van sommige oorkonden van de Tempelridders: Lisa Demets, "In omni terra potestatis mei. Discours, macht en legitieme autoriteit in de oorkonden van de hertogen van Brabant (1106-1248)" in: Belgisch Tijdschrift voor Filologie en Geschiedenis, 2017, p. 199. DOI:10.3406/rbph.2017.9031